# Palazzo Frescobaldi di San Jacopo

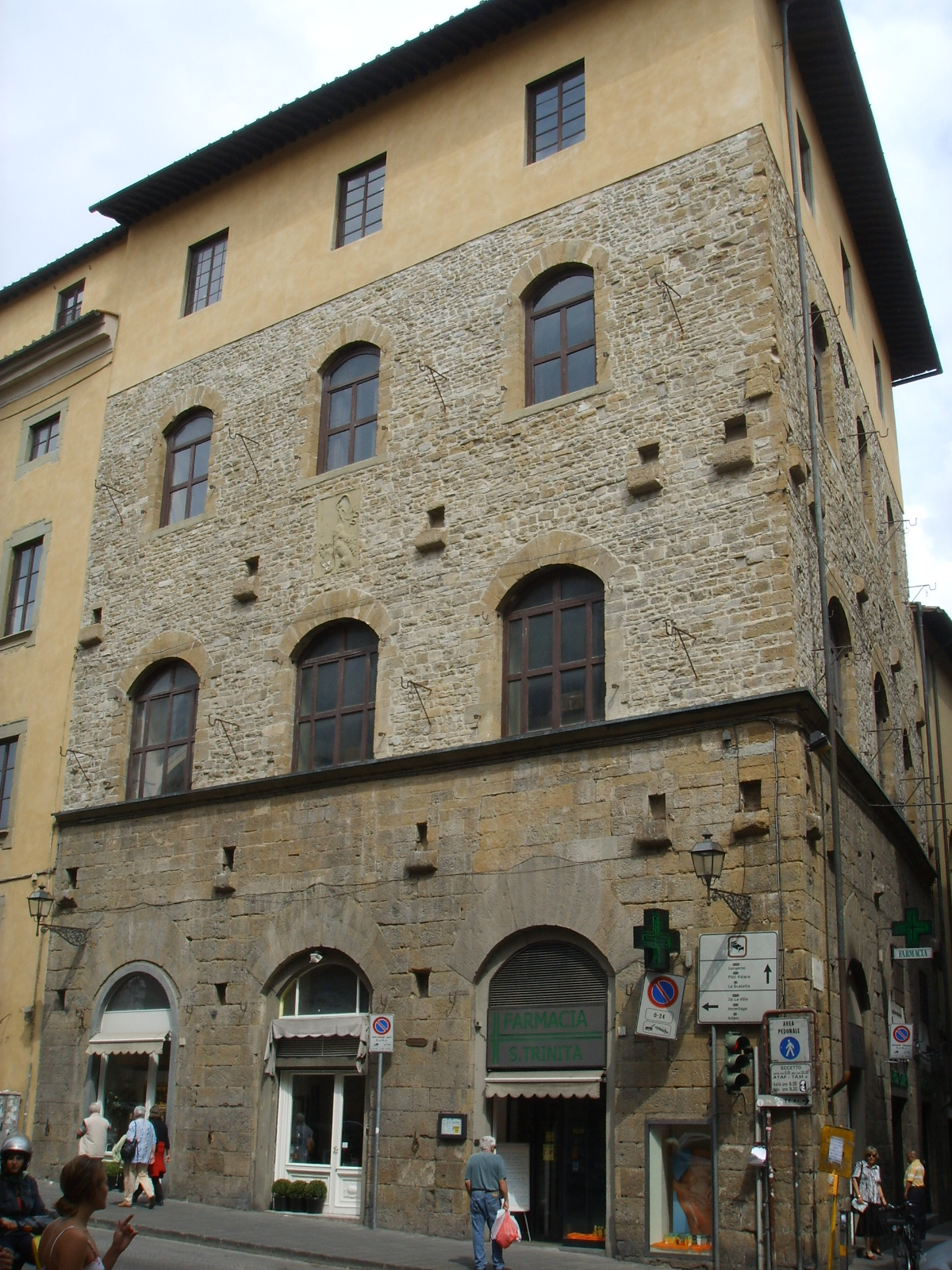
Fachada da Palazzo Frescobaldi di San Jacopo.

O Palazzo Frescobaldi di San Jacopo é um palácio de Florença que se encontra na esquina da Piazza Frescobaldi com o Borgo San Jacopo, no bairro de Oltrarno.

## História e arquitectura
Típico edifício residencial magnatício do século XIV, encontrava-se, em tempos, ao lado do mais importante palácio da família Frescobaldi, hoje substituído pelo Palazzo della Missione.
No exterior, apresenta-se com um aspecto regular. No piso térreo existem portais onde se encontravam antigamente, e ainda se encontram até hoje, estabelecimentos comerciais. O revestimento é caracterizado por grandes blocos regulares em pietraforte, deixados à vista. As pilastras que afloram do reboco testemunham a presença duma antiga loggia, do século XIV, dos Frescobaldi. 
O primeiro andar, assinalado por uma cornija marca-piso, tem uma fila de três janelas sobre a praça, encimadas por arcos rebaixados e cuja forma não parece remodelada no decorrer dos séculos, ao contrário de outros palácios coevos, como o Palazzo Fagni-Da Diacceto ou o Palazzo dei Catellini. 
O segundo andar é semelhante, mas não apresenta nenhum marca-piso. Aqui, o revestimento é cobstituído pelo mais rústico filaretto à vista. Um último piso, hoje rebocado, é talvez fruto duma elevação mais tardia.
Na superfície exterior notam-se vários buracos destinados a receber barrotes, com sólidas mísulas de apoio, que demonstram como antigamente aqui deviam estar apoiadas galerias em madeira que ampliavam a superfície do pavimento nos pisos superiores.